# André Brugiroux

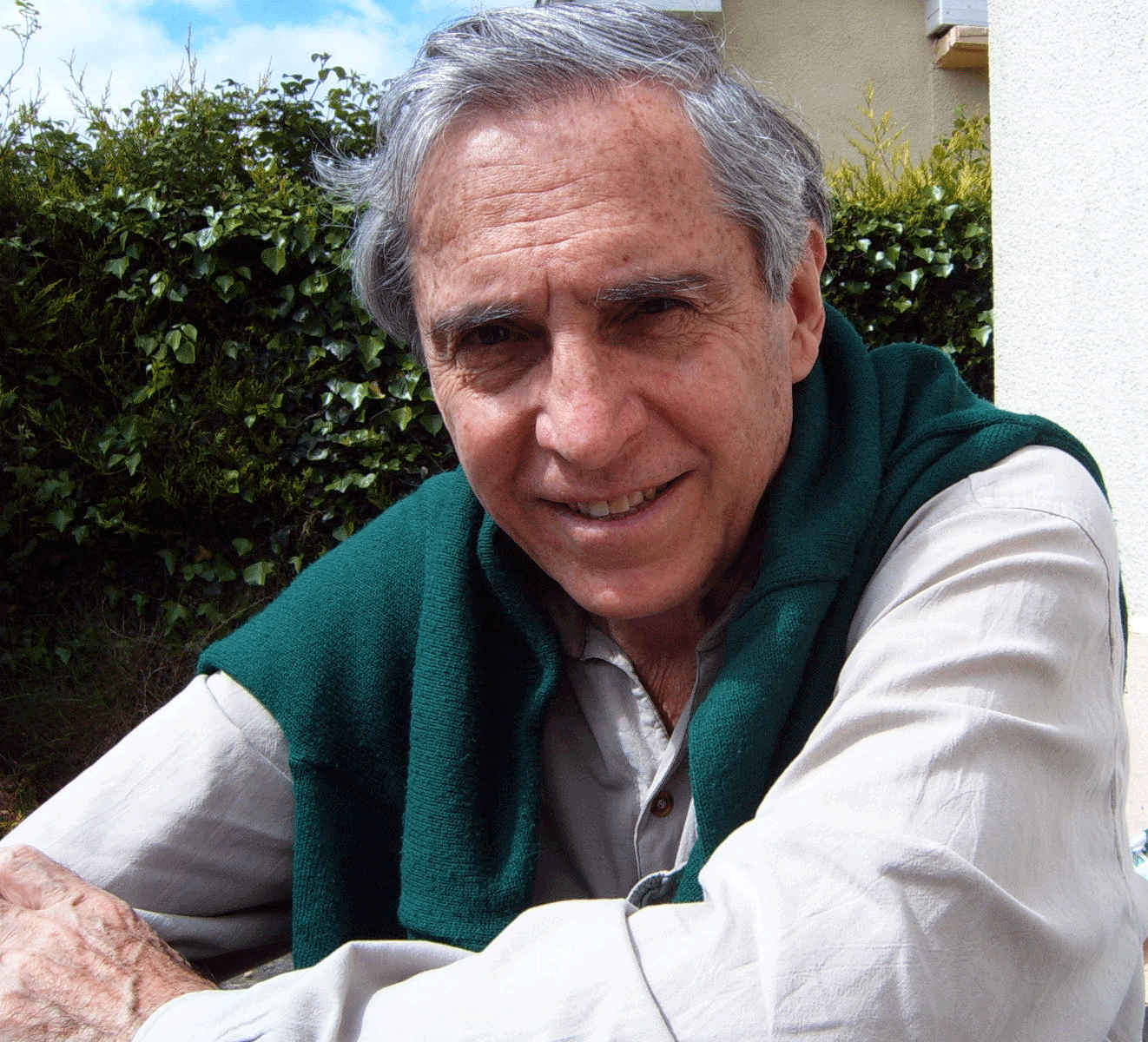
André Brugiroux (Irland 2005)

André Antoine Brugiroux (* 11. November 1937 in Villeneuve-Saint-Georges, Frankreich) ist ein französischer Globetrotter und Schriftsteller. Von 1955 bis 2005 besuchte er alle Staaten der Erde. In der Hit-Liste Viajeros notables contemporáneos (Bemerkenswerte Reisende in unserer Zeit) von Jorge Sánchez wird er als „Größter lebender Reisender“ bezeichnet. Seine erste 18 Jahre dauernde Reise dokumentierte er in einem Film.

## Leben

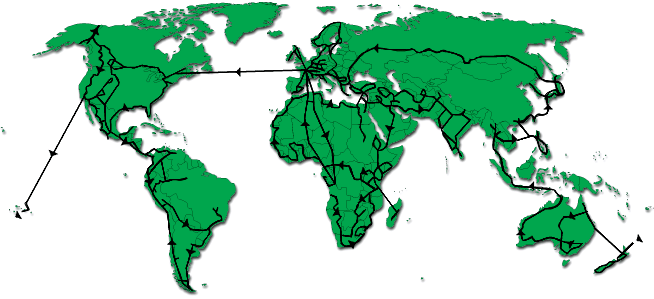
Zwischen 1955 und 1973 besuchte Länder

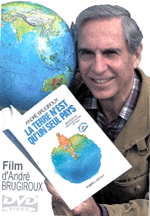
André Brugiroux bei der Vorstellung seines Filmes

Brugiroux' Vater war Angestellter bei der französischen Eisenbahn, seine Mutter Buchhalterin. Seine Kindheit verbrachte er in Brunoy im Département Seine-et-Oise, nordöstlich von Paris. Seine Schulzeit absolvierte André in der „Ecole des Mardelles“ in Brunoy und auf dem „Collège Saint-Augustin“ in Montgeron. Zu wenig Arbeit auf dem kleinen familiären Bauernhof hatte seinen Vater dazu gezwungen, in die Île-de-France zu ziehen.
Seine Mutter, die vor ihrer Heirat einige Exkursionen unternommen hatte, spornte ihn zum Reisen an und meldete ihn bei den Pfadfindern an. Dort erhielt er den Totemnamen „Fouine Babillarde“ (geschwätziger Steinmarder).
Die Erde ist nur ein Land, der Titel seines ersten Buches wie auch seines Filmes, ist die Zusammenfassung und Leitidee seiner ersten, 18 Jahre dauernden Reise: Von 1955 bis 1973 hatte er 400.000 km per Anhalter zurückgelegt, 135 Länder durchquert und nur einen US-Dollar am Tag ausgegeben. Im Alter von 17 Jahren beendete er seine Ausbildung an der Hotelfachschule von Paris und verließ mit zehn französischen Franken Bargeld das Elternhaus. Sieben Jahre arbeitet er in verschiedenen Ländern Europas und lernte dabei Fremdsprachen. Zwischen seinen Aufenthalten in Spanien und in der Bundesrepublik Deutschland absolvierte er von 1958/59 seinen Militärdienst in der Republik Kongo.
Anschließend arbeitete er drei Jahre lang als Übersetzer in Kanada, um Geld zu sparen und konnte damit sechs Jahre lang reisen, ohne arbeiten zu müssen. Er hat seine Reisen ausschließlich per Anhalter zurückgelegt, auch mit Flugzeug, mit Boot und Segelboot, dabei hat er im Durchschnitt nur einen US-Dollar am Tag ausgegeben.
Während seiner Rundreise wurde er sieben Mal gefangen genommen und geriet mehrere Male in Lebensgefahr. Er wohnte bei Albert Schweitzer in Lambarene, bei den Hippies in San Francisco, bei den Kopfschneidern in Borneo und bei den Bonzen in Bangkok. In einer indischen Schule lernte er Yoga und arbeitete in Israel in einem Kibbuz.
Während seiner Reisen erfuhr er von den Lehren Baha’u’llahs, dem Stifter der Bahai-Religion, und nahm den Glauben an. Seitdem hat er mehrere Bücher über die Geschichte der Bahai-Religion verfasst.
Nachdem André Brugiroux sein erstes Buch publiziert, seinen Dokumentarfilm editiert und seine Gesundheit wieder hergestellt hatte, machte er sich erneut auf die Reise. Während der nächsten 30 Jahre unternahm er von Frankreich aus sechs bis sieben Monate jährlich Vortragsreisen in andere Länder und zeigte dort seinen Film. 1984 heiratete er die Soziologin Rinia Van Kanten aus Suriname. Ihre Tochter heißt Natascha. Seine letzte Reise führte ihn 2005 zu den Polarbären in der Churchill-Bucht in Manitoba (Kanada).

## Bücher
- La terre n’est qu’un seul pays. Robert Laffont Paris 1975. Géorama 2006
- La route et ses chemins. Paris 1978 (Paris 1986 unter dem Titel La route).
- Le prisonnier de Saint-Jean-d’Acre. Paris 1978, ausgezeichnet mit dem Prix Saint-Exupéry 1983; deutsche Ausgabe Horizonte Verlag 1990 Wir Weltbürger- ausverkauft.
- Les chemins de la paix. Séguier 1990. Géorama 2009
- Les maquisards de Bahá – nicht veröffentlicht
- Bloc-notes d’un enseignant itinérant. Librairie baha'ie Paris 2002.
- Une vie sur la route. Géorama 2006.
- Victor Hugo et l'ère nouvelle

## Film
- La terre n’est qu’un seul pays, über die 400 000 km per Anhalter (1967–1973) und Welt Zivilisation: eine Dokumentation aus dem Leben gegriffen, vom Autor selbst gedreht, editiert und kommentiert. Seit 2005, DVD in Französisch (La terre n’est qu’un seul pays) und Englisch (One People, One Planet).